# 스티븐 A. 더글러스
스티븐 아널드 더글러스(Stephen Arnold Douglas, 1813년 4월 23일 ~ 1861년 6월 3일)는 미국 일리노이주 출신의 정치인으로 1860년 미국 대통령 선거를 위한 민주당 후보였다. "작은 거인"으로 알려진 그는 또한 일리노이주 출신 공화당 후보 에이브러햄 링컨에게 패하였다. 변통성 있는 당수, 그리고 토론과 입법의 통과에서 교묘하고, 준비적이며 실력있는 전술가로서 그는 미국 역사에서 약간의 동등권들을 가졌다.
준주 위원회의 의장으로서 더글러스는 1850년대 상원을 지배하였다. 그는 분명히 노예제의 논쟁을 가라앉힌 1850년 타협을 위하여 크게 책임적이었다. 하지만 1854년 그는 새로운 준주의 주민들을 노예제 인정 여부를 결정하는 데 허용한 높은 논쟁적 캔자스 네브래스카 법에 의한 의문을 다시 열었다. 이것에 대항하는 항의 운동은 공화당이 되었다.
더글러스는 1857년 드레드 스콧 대 샌드퍼드 사건을 성원하여 북부의 주들에서 노예제를 소개하는 데 남부의 음모의 일부였다는 것을 부인하였으나 또한 영토의 주민들이 노예제를 성원하는 법률들을 통과시키는 데 거절할 때 효력이지 못 할 것이라고 주장하였다. 제임스 뷰캐넌 대통령과 그의 남부 제휴자들이 캔자스 주민들의 희망들에 마저 대항하는 노예제를 성원하는 데 연방 노예 규약을 통과시키는 시도를 할 때 더글러스는 비민주적으로서 싸우면서 이 운동을 꺾었다. 이 일은 더글러스가 후보직을 이겼으나 일탈한 남부의 당파들이 자신들 소유의 후보를 지명하면서 1860년 민주당이 갈라지는 원인을 일으켰다. 더글러스는 깊게 민주주의를 믿어 국민들의 의지가 항상 결정적이여야 한다는 것을 주장하였다. 1861년 남북 전쟁이 다가올 때 그는 자신의 전부 활동력들과 함께 자신의 후원자들을 북군에 모았으나 몇주 후에 장티푸스로 인해 세상을 떠나고 말았다.

## 초기 경력
버몬트주 브랜든에서 태어나 1833년 20세의 나이로 일리노이주에 온 더글러스는 잭슨빌에 정착하여 순회 교사를 지내고, 법률을 수학하였다. 그해의 말기에 그는 자신의 버몬트주 친척들에게 "나는 서부의 남자가 되어 서부의 느낌의 원칙들과 흥미들을 동화하였고, 나의 채택의 호의적인 장소로서 일리노이주를 선택하였다."고 말하였다. 10년의 세월 안에 그는 주의 입법부로 선출되어 스프링필드 국유지 관리국의 등록인, 일리노이 주무장관, 그리고 1841년 27세의 나이에 일리노이주 대법원의 연합 재판관으로 임명되었다. 다수 민주당의 당수인 더글러스는 2번이나 의회(1842년과 1844년)으로 선출되어 영토 확장을 옹호하고 미국-멕시코 전쟁을 성원하였다. 1847년 입법부에 의하여 상원으로 선출된 그는 1853년과 1859년에 재선되었다. 그는 국가적 주의를 받은 유명한 토론들의 시리즈에서 에이브러햄 링컨과 접근전에 의하여 1858년 입법적 선거들을 경쟁하였다.
헨리 클레이는 주로 1850년 타협을 예정하였으나 일괄 법안은 의회를 통과시키지 않은 것을 포함하였다. 각각의 요점은 단독적으로 대다수의 성원을 가졌으나 북부인들과 남부인들은 자신들 소유의 이유들을 위하여 법안을 투표하는 데 합쳤다. 더글러스는 갈라진 법안들로 가르면서 타협을 통과시켰고, 각각을 위한 다른 대다수를 배열하였다. 그는 시카고로 이주하여 노예의 경작을 물려받은 미시시피주의 여성에게 결혼하면서 부유를 얻었다. 서부 확장의 열렬한 장려자인 그는 일리노이주 중앙 철도에 적립할 수 있게 한 대지 승인 조직을 안출하였다.
더글러스는 항상 민주주의에 깊고 영구적인 신뢰를 가졌다. "국민들이 지배하도록 해라!"는 그의 탄원이었고, 그는 국가의 정부보다 국민들이 지방적으로 노예제에 관한 결정들을 만들어야 하거나 만들 수 있었다고 강조하였다. 그는 1852년과 1856년 민주당 대통령 후보 지명을 위하여 통과되었다.

## 개인 생활과 가족

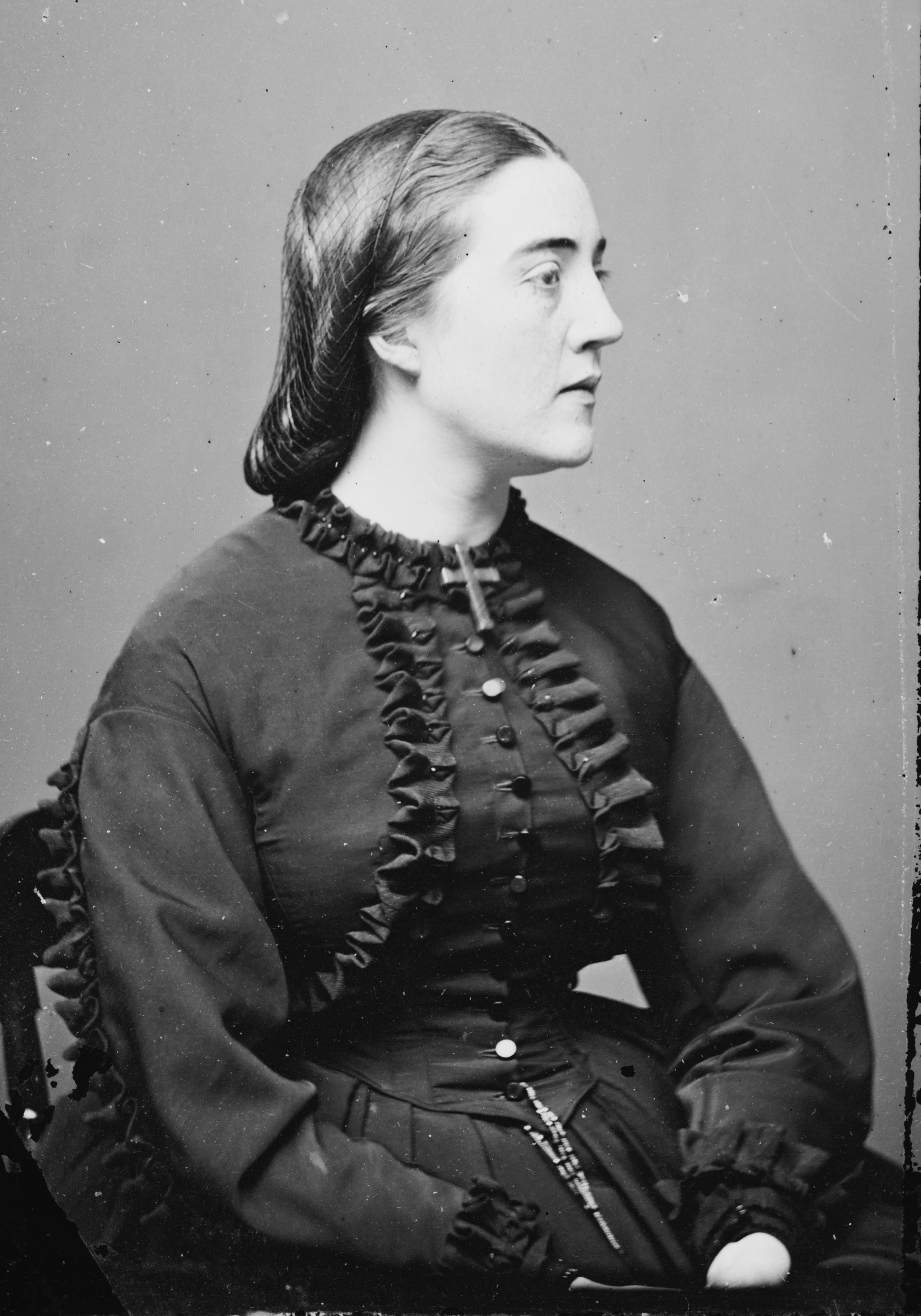
아델 커츠 여사

더글러스는 뚜렷하게 작은 키 (5 피트, 4 인치에 90 파운드)였으나 그의 큰 머리와 큼직한 가슴과 어께들은 그에게 "작은 거인"이라는 별명을 주었다. 자신의 목소리가 강하고 지탱되었어도 그는 연설의 적은 우미를 가졌고, 그의 제스처는 난폭하였다.
더글러스는 뉴욕주 클리프턴스프링스 근처의 농장으로 이주하여 1832년 ~ 33년까지 캐넌데이과 아카데미에서 수학하였다. 그러고나서 순회 교사로서 일리노이주로 이주하여 곧 민주당 정치에서 올라갔다.
더글러스는 잠시 메리 토드(후에 링컨에게 대신 결혼)를 구애하였다. 그는 1847년 노스캐롤라이나주의 부유한 로버트 마틴 대령의 딸 마사 마틴에게 결혼하였다. 그녀는 노예들에 의하여 경작된 미시시피주 로런스에서 큰 면화 재배의 새로운 책임으로 그를 데려왔다. 대통령 선거의 열망과 함께 한 일리노이주 상원 더글러스에게는 노예의 노동과 함께 남부 농장의 경영은 어려운 상황을 증정하였다. 하지만 더글러는 자신의 정치 경력으로 진출하는 데 소유권으로부터 유래된 경제적 이익들을 이용하는 동안 자신의 미시시피주 보유들을 위하여 관리자를 고용하면서 노예 소유 책임들을 탈출하는 데 추구하였다. 그 후에 잠시 만의 긴급 여행들과 함께 1848년 미시시피주로 그의 단 하나의 오랜 방문이 왔다. 새롭게 결혼한 부부는 자신들의 일리노이자 저택을 1847년의 여름 빨리 자라나는 시카고로 옮겼다. 마사는 1853년 1월 19일 사망하여 2명의 작은 아들과 함께 상원을 떠났다. 1856년 11월 20일 그는 제임스 매디슨 커츠의 딸이자 돌리 매디슨의 증조카인 20세의 아델 커츠와 결혼하였다.

## 1854년 캔자스 네브래스카 법
1854년 더글러스는 캔자스 네브래스카 법을 제출하면서 거대한 정치적 격변을 시작하였다. 새로운 법률들은 네브래스카 준주의 정착을 위하여 허용하는 데 필요하였다. 더글러스는 준주에 시중을 들 시카고로부터 철도들에 의하여 더욱 가치를 만들 시카고의 대지에 투자하였으며, 일리노이 중앙 철도에 의하여 지내왔다. 1820년 타협은 36° 30′의 타협선의 북부에 있던 이유로 거기에 노예제가 존재하지 않을 것이라고 보증하였고, 1850년 타협은 이것을 다시 선언하였다.
주요한 남부의 상원들은 더글러스와 만나 법안의 자신들의 성원을 위한 상태로서 인기있는 주권에 강조하였고, 더글러스의 첫 법안은 주민들이 결정할 것 같으면서 네브래스카와 캔자스가 자유주 혹은 노예주로서 합중국에 들어갈 수 있는 것을 마련하면서 제한된 범위 만으로 법안을 제정하였다.
더글러스는 준주의 주민들이 자신들에 의하여 노예제의 의문을 결정해야 하고, 자유주로 남을 자신의 북부인 성원자들을 마지막으로 재보증한 경작들을 위한 흙과 기후가 준주를 어울리지 않게 만들었다고 주장하였다. 더글러스는 민주주의를 흥행하고, 국내 정치들로부터 노예제의 논쟁을 제거하는 의미들로서 인기있는 주권의 자신의 독트린을 방어하여 국가를 찢는 데 위협되지 않게 하였으나 정확히 반대의 효력을 가졌다.
법안은 민주당과 휘그당 같은 남부의 투표들에 의하여 통과되었고, 더글러스는 최종의 주제와 함께 할 일이 적었다. 이 일은 민주당을 지지하는 남부의 주들의 첫 출연이었고, 법의 반대자들은 미움을 받은 노예의 권력의 승리로 보았고, 그 것을 멈추는 데 공화당을 형성하였다.

## 대통령직의 열망

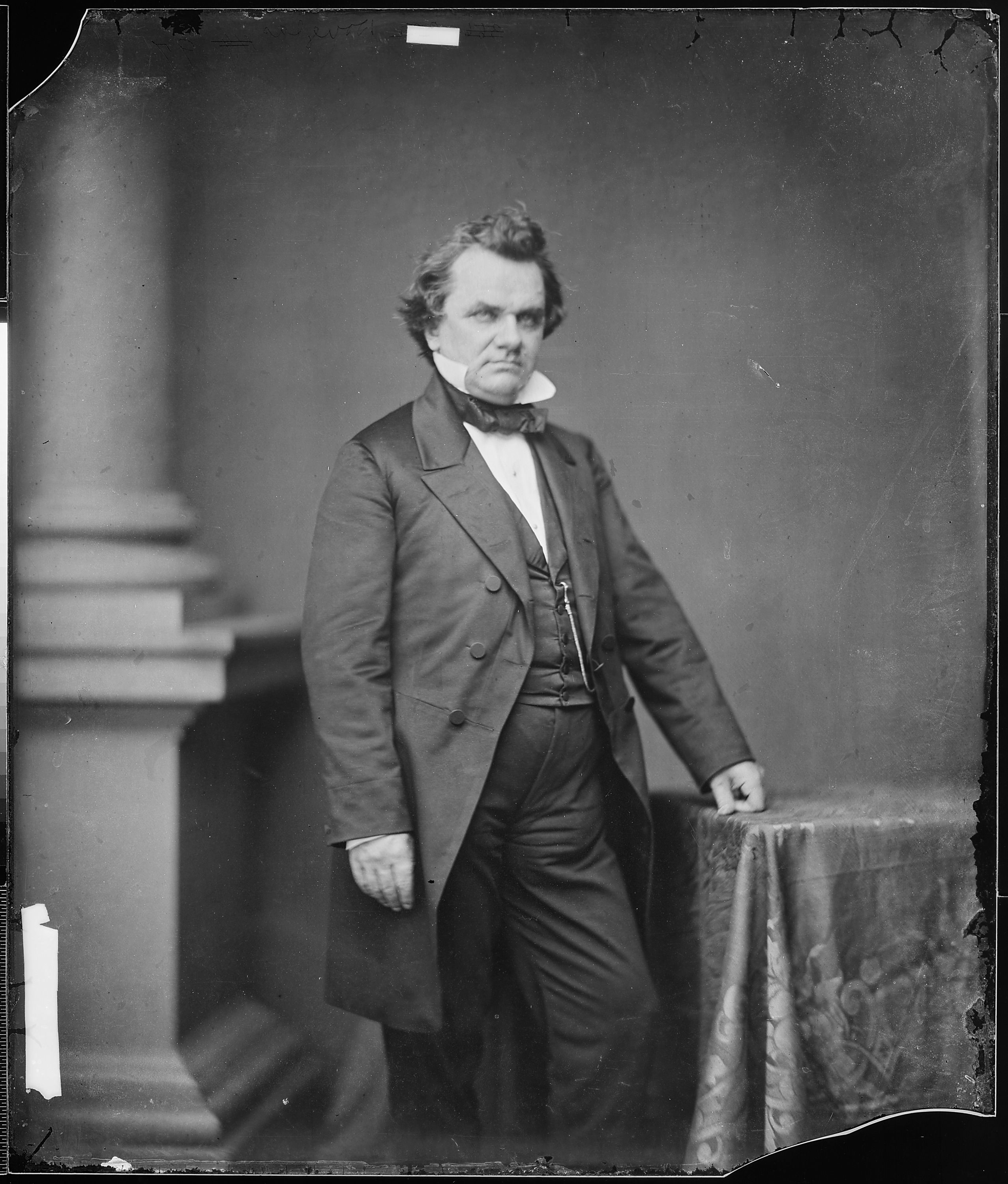
스티븐 더글러스의 공식 사진

1852년과 1856년 다시 더글러스는 국립 민주당 전당 대회에서 대통령 후보 지명을 위한 후보였으며, 양쪽의 행사에서 자신이 비성공적이었어도 그는 강한 성원을 받았다. 무지당 운동이 강하게 자라날 때 그는 그것에 대항하는 운동에 참가하였으나 야당을 갈라놓을 것을 희망하였다. 1858년 그는 많은 전 무지당의 근거지들에서 의미있는 성원을 이겼다. 1857년 그는 제임스 뷰캐넌 대통령과 집행의 민주당원들과 중단되고, 남부의 주들에서 자신 성원의 거의를 잃었으나 부분적으로 북부, 특히 일리노이주에서 자신이 부정 행위로 본 르컴튼 헌법에 투표하는 방법으로 자신의 정력적인 반대와 이 헌법 아래 캔자스주를 합중국으로 편입시키면서 자신을 호의로 복직시켰다.
1858년 르컴튼 헌법에 대항하는 캔자스주의 투표가 있던 후에 미국 대법원은 캔자스는 "노예"의 준주였다고 결정하여 "인기있는 주권"의 더글러스의 이론을 무효로 하자 그는 링컨-더글러스 논쟁으로 알려지게 된 7개의 토론에서 자신이 만난 공화당 후보 링컨과 함께 상원의 의석을 위한 가깝고 매우 신나는 경쟁에 일리노이주에서 종사하였다. 토론들의 두번째에서 더글러스는 대법원의 활동이 무엇이든지 상관없이 비우호적인 입법에 의하여 아무 준주가 노예제를 차단할 수 있다고 선언하는 데 지도되었다. 이 유명한 프리포트 독트린과 함께 남부에서 자신의 당의 큰 요소의 성원을 이미 잃은 그의 연합은 제퍼슨 데이비스를 포함한 많은 남부인들에게 이 저주를 만들었다.
토론들이 있기 전과 진행되는 동안 더글러스는 되풀이적으로 인종 차별의 수사학을 호소하였고 링컨을 흑인의 동등권을 위한 것이었다고 주장하여 게일스버그에서 미국 독립 선언이 흑인들을 포함하는 데 의도하지 않았다고 말하였다. 링컨은 독립 선언이 소수 민족들을 포함하지 않았다는 더글러스의 단언을 부인하였다.
토론의 거의는 공화주의의 재한정에 관해서였다. 링컨은 기회의 동등권을 주항하여 개인들과 사회가 함께 진출하였다고 주장하였다. 다른 손에 더글러스는 사회적 이동이 주요 목적이 아니고 개인적 공적에 있던 전부의 시민들의 동등권을 강조하는 민주주의 독트린을 기꺼이 받아들였다. 더글러스는 입법에서 54 대 46의 투표에 의하여 상원직을 이겼으나 토론들은 대통령직으로 링컨을 후원하는 도움을 주었다.
민주당의 통치를 위하여 더글러스는 뷰캐넌 대통령과 맹렬한 싸움을 벌였다. 더글러스가 준주들에 상원 위원회의 재임명된 의장이 아니었어도, 그는 북부를 통하여 뷰캐넌을 능가하였고 대통령을 위하여 선두를 달리는 후보로서 1860년으로 향하였다.

1860년 미국 대통령 선거를 보여주는 지도 (분홍색이 에이브러햄 링컨 (공화당), 파란색이 더글러스 (민주당), 녹색이 존 C. 브레킨리지 (입헌 민주당), 오랜지색이 존 벨 (입헌 통일당))

찰스턴에서 열린 1860년 민주당 전당 대회에서 준주들로 노예법을 채택하는 데 토론회에서 실패는 사절단들의 전당 대회에서 나가는 원인을 가져왔다. 이들은 앨라배마주, 미시시피주, 루이지애나주, 사우스캐롤라이나주, 플로리다주, 텍사스주, 아칸소주를 포함하였다. 전당 대회는 볼티모어로 폐회하여 버지니아주, 노스캐롤라이나주, 테네시주, 켄터키주와 메릴랜드주의 사절단들이 떠났고, 더글러스는 북부 민주당원들에 의하여 대통령직을 위한 후보로 임명되었다. 그는 정력적으로 선거 운동을 벌였으나 절망하여 대담하게 분열을 공격하였고, 선거에서 자신이 1,376,957개의 인기있는 투표를 받았어도 링컨이 180개를 받으면서 그는 12개 만의 선거 인단을 받았다. 북부에서 그의 성원은 아일랜드계 로마 가톨릭교도들과 가난한 농부들로부터 왔으며, 남부에서는 아일랜드계 로마 가톨릭교도들이 그의 주요한 성원자들이었다.
더글러스는 링컨의 선거를 묵종하는 데 남부를 몰아냈고, 합중국에 남아있는 데 남부를 설득시킬 타협을 조정하는 데 효력들을 이루었다. 1860년의 크리스마스 만큼 늦으면서 그는 알렉산더 H. 스티븐스에게 편지를 써 멕시코를 뇌물로서 노예주로서 합병하는 데 제공하였으며, 멕시코는 1829년 노예제를 폐지하였다. 미국 남북 전쟁이 일어나자 그는 탈퇴를 범죄로서 비난하였고, 전부의 비용들에 합중국의 성실을 유지하는 강력한 주창자들 중의 하나였다. 링컨의 요청에 그는 경계를 이루는 주들에서 중서부로 합중국주의의 정신을 분기하는 데 포교를 맡아 웨스트버지니아주, 오하이오주와 일리노이주에서 연설하였다.

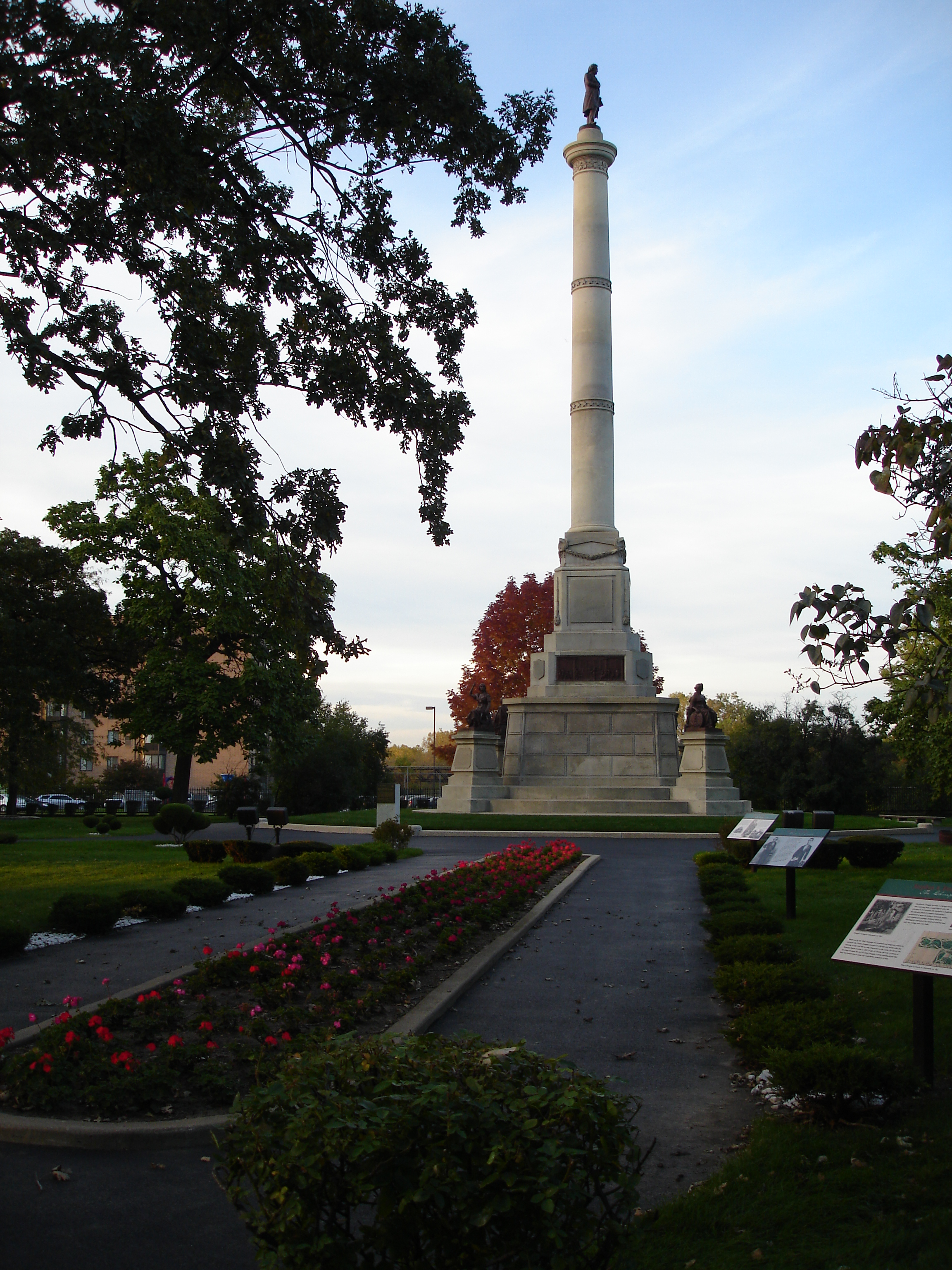
더글러스의 묘비

## 영예
1861년 6월 3일 더글러스는 시카고에서 장티푸스로 인해 세상을 떠나 미시간호의 기슭에 안장되었다. 대지는 후에 일리노이주에 의하여 매입되었고, 그의 무덤에 서있는 레너드 볼크의 동상과 함께 인상적인 기념비로 남아있다.
오늘날 콜로라도주, 조지아주, 일리노이주, 캔자스주, 미네소타주, 네브래스카주, 네바다주, 오리건주, 사우스다코타주, 워싱턴주와 위스콘신주에는 더글러스 카운티들이 있다. 조지아주 더글러스 시는 또한 그의 이름을 땄으나 그의 이름을 받은 카운티에 위치해있지 않으며, 더글러스 시는 코피 카운티에서 찾아진다. 조지아주의 더글러스 카운티의 현지는 적당하게 더글러스빌이다.

## 기타
- 라이벌인 에이브러햄 링컨이 키가 크고 깡마른 체격의 소유자인 반면 스티븐 A. 더글러스는 작지만 단단한 체격을 지녀서 두 사람이 같이 서 있으면 대조되었다.
- 발성이 상당히 좋아서 그의 목소리는 크고 중우하며 우렁찼다.

## 참고 문헌
- McPherson, James M. Battle Cry of Freedom. Oxford Univ. Press, 1988. Standard modern history of the war.
- Dean; Eric T., Jr. "Stephen A. Douglas and Popular Sovereignty" Historian 1995 57(4): 733-748 online version 보관됨 2008-02-21 - 웨이백 머신

## 같이 보기
- 링컨-더글러스 논쟁

## 역대 선거 결과
| 선거명      | 직책명                        | 대수 | 정당   | 득표율 | 득표수 (선거인단)  | 결과 | 당락                     |
| ----------- | ----------------------------- | ---- | ------ | ------ | ------------------ | ---- | ------------------------ |
| 1838년 선거 | 하원의원 (일리노이 제3선거구) | 26대 | 민주당 | 49.92% | 18,218표           | 2위  | 낙선                     |
| 1842년 선거 | 하원의원 (일리노이 제5선거구) | 28대 | 민주당 | 50.62% | 8,641표            | 1위  | 일리노이주 하원의원 당선 |
| 1844년 선거 | 하원의원 (일리노이 제5선거구) | 29대 | 민주당 | 53.87% | 9,799표            | 1위  | 일리노이주 하원의원 당선 |
| 1846년 선거 | 하원의원 (일리노이 제5선거구) | 30대 | 민주당 | 57.06% | 9,629표            | 1위  | 일리노이주 하원의원 당선 |
| 1846년 선거 | 상원의원 (일리노이 제2부)     | 30대 | 민주당 | 68.03% | 100표              | 1위  | 일리노이주 상원의원 당선 |
| 1852년 선거 | 상원의원 (일리노이 제2부)     | 33대 | 민주당 | 78.95% | 75표               | 1위  | 일리노이주 상원의원 당선 |
| 1858년 선거 | 상원의원 (일리노이 제2부)     | 36대 | 민주당 | 54.00% | 54표               | 1위  | 일리노이주 상원의원 당선 |
| 1860년 선거 | 미국의 대통령                 | 16대 | 민주당 | 29.38% | 1,375,157표 (12명) | 4위  | 낙선                     |